# Magasin du Printemps de Fort-de-France
Le magasin Printemps de Fort-de-France est un bâtiment situé à l'angle de la rue Antoine-Siger et de la rue de la République à Fort-de-France, en Martinique.

## Histoire
Un magasin nommé Printemps s'installe en 1901 dans la rue Saint-Louis (actuelle rue Antoine-Siger) à Fort-de-France, qui est la rue la plus animée de la ville où se trouvent déjà tous les magasins de mode. Son propriétaire profite de la notoriété du grand magasin parisien, Le Printemps, pour en reprendre, sans autorisation ni affiliation, le nom et l'allure.
La construction du dôme coiffant la tour d'angle hexagonale est confiée à l'architecte Pierre-Henri Picq, qui a déjà œuvré sur la cathédrale, la Bibliothèque Schœlcher et la halle du marché, qui réalise ici l'un de ses rares édifices pour particulier. Ce bâtiment abrite successivement de nombreux commerces depuis le début du XXe siècle.
Le magasin Printemps abandonne le bâtiment pour déménager en 1931 dans un bâtiment plus grand d'architecture art-déco, construit par M. Merlande à l'angle des rues Antoine-Siger et Schœlcher. Il est maintenant nommé Au Printemps et est le premier grand magasin de la Martinique.

## Description
Comme la cathédrale Saint-Louis, ce magasin est composé d'une structure métallique visible qui le charpente entièrement. Il s'élève sur un rez-de-chaussée et deux niveaux. L'angle du bâtiment forme une petite tour hexagonale, percée de grandes baies, surmontée d'un dôme percé de six œils-de-bœuf qui domine la rue.